# پیامد زیست‌محیطی آفت‌کش‌ها

کاربرد آفت‌کش‌ها بر پایهٔ منطقه در طول زمان

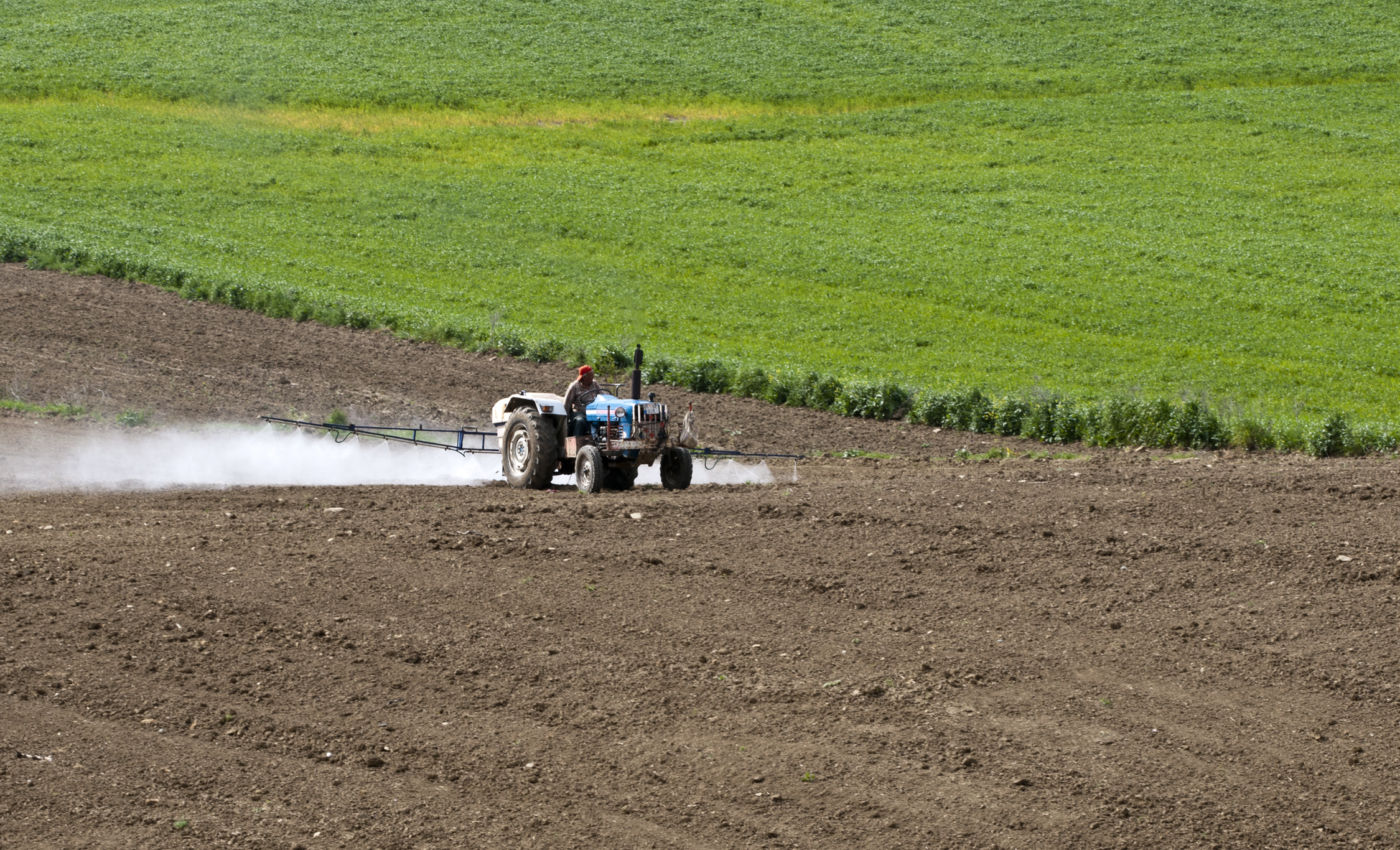
سموم دفع آفات در کشتزاری که به‌تازگی شخم زده شده‌است توسط تراکتور پاشیده می‌شود. سمپاشی هوایی منبع اصلی رانش آفت‌کش است و کاربرد آن بر روی خاک سطحی سست احتمال رواناب به آبراهه‌ها را افزایش می‌دهد.

پیامد زیست‌محیطی آفت‌کش‌ها (به انگلیسی: Environmental impact of pesticides) مجموعه گسترده‌ای از پیامدهای استفاده از آفت‌کش‌ها را توصیف می‌کند. پیامدهای ناخواسته آفت‌کش‌ها یکی از عوامل اصلی تاثیر منفی کشاورزی صنعتی مدرن بر محیط زیست است. آفت‌کش‌ها به دلیل اینکه مواد شیمیایی سمی برای کشتن گونه‌های آفت هستند، می‌توانند گونه‌های غیرهدف مانند گیاهان، جانوران و انسان‌ها را تحت تأثیر قرار دهند. بیش از ۹۸ درصد حشره‌کش‌های سمپاشی‌شده و ۹۵ درصد از علف‌کش‌ها به مقصدی غیر از گونه‌های هدف خود می‌رسند، زیرا سمپاشی می‌شوند یا در کل زمین‌های کشاورزی پخش می‌شوند. دیگر مواد شیمیایی کشاورزی مانند کودها نیز می‌توانند پیامدهای منفی بر محیط زیست داشته باشند.
اتحادیه اروپا حداکثر غلظت آفت‌کش‌ها در آب را تنظیم می‌کند.
بسیاری از مواد شیمیایی به‌کاررفته در آفت‌کش‌ها آلاینده‌های پایدار خاک هستند که تأثیر آنها ممکن است برای دهه‌ها باقی بماند و بر حفظ خاک تأثیر منفی بگذارد.
پیامد آن بر جانداران زنده به‌طور غیرمستقیم بر محیط غیرزنده و انسان نیز تأثیر می‌گذارد.

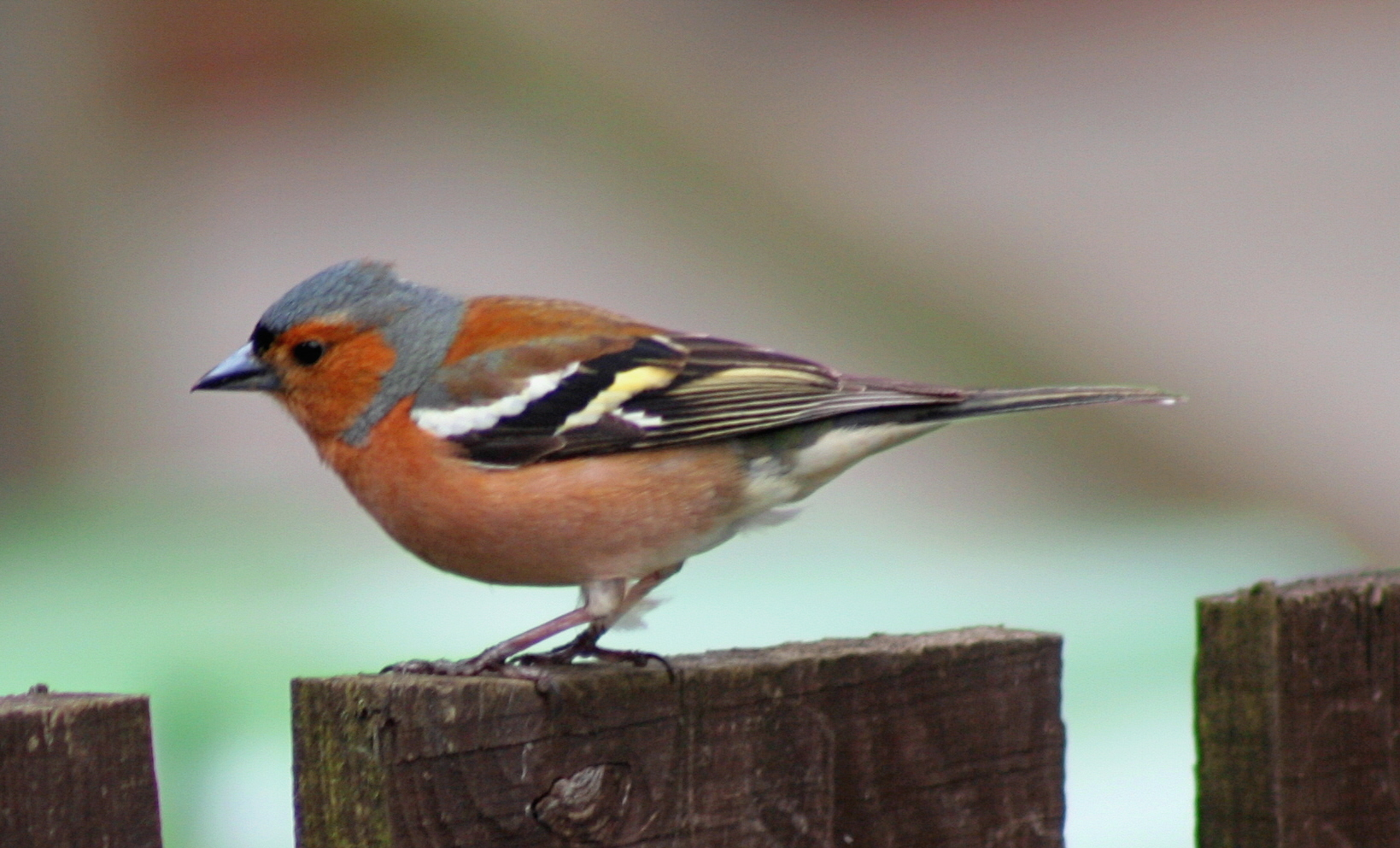
در انگلستان، کاربرد سموم آفت‌کش در باغ‌ها و زمین‌های کشاورزی سبب کاهش تعداد سهره جنگلی شده‌است.

بسیاری از انواع جانوران توسط آفت‌کش‌ها آسیب می‌بینند و بسیاری از کشورها کاربرد آفت‌کش‌ها را از طریق برنامه‌های اقدام تنوع زیستی تنظیم می‌کنند.
ماهیان و دیگر جاندارن آبزی ممکن است توسط آب آلوده به آفت‌کش‌ها آسیب ببینند. رواناب سطحی آفت‌کش‌ها به رودخانه‌ها و نهرها می‌تواند برای آبزیان بسیار کشنده باشد و گاهی همه ماهیان یک جریان آبی خاص را می‌کشد.
کاربرد علف‌کش‌ها در آب‌ها می‌تواند گیاهانی را که ماهیان برای زیستگاه‌شان به آنها وابسته هستند، بکشند.
آفت‌کش‌ها می‌توانند از طریق استنشاق ذرات معلق در هوا، گرد و غبار و بخار دارای آفت‌کش‌ها وارد بدن شوند. از طریق قرار گرفتن در معرض خوراکی با مصرف غذا/آب؛ و از طریق تماس مستقیم با پوست. آفت‌کش‌ها در خاک و آب‌های زیرزمینی منتشر می‌شوند که می‌توانند به آب آشامیدنی ختم شوند و اسپری آفت‌کش‌ها می‌تواند هوا را آلوده کند.

شاخص تعداد پرندگان رایج در زمین‌های کشاورزی در اتحادیه اروپا و کشورهای منتخب اروپایی، پایه برابر با ۱۰۰ در سال ۱۹۹۰ است.

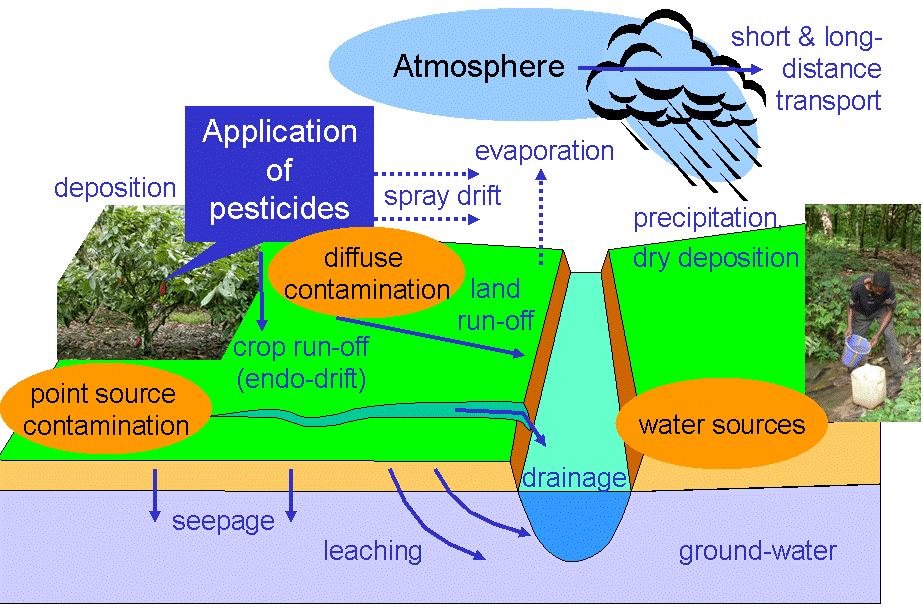
مسیرهای آفت‌کش